# Guy Fawkes Night

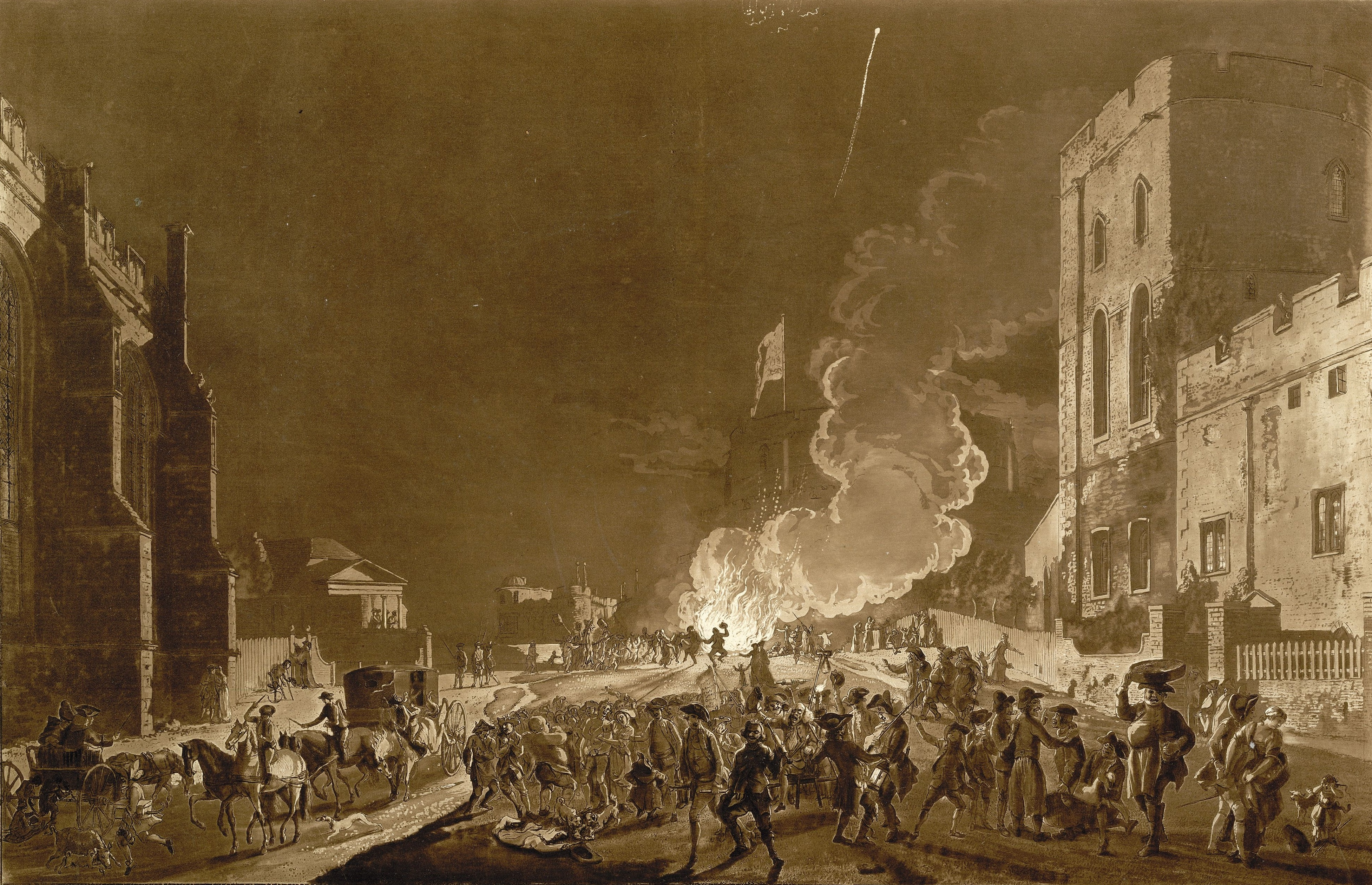
Festivités près du château de Windsor, gravure de Paul Sandby, 1776.

Guy Fawkes Night, qui peut être traduit en français par la nuit de Guy Fawkes, est un événement qui est célébré chaque année, principalement en Grande-Bretagne, l'anniversaire de la conspiration des poudres le 5 novembre 1605, journée au cours de laquelle des catholiques anglais menés par Robert Catesby, accompagné de Guy Fawkes et onze autres conspirateurs, tentèrent de faire sauter le Parlement. Le complot échoua et les conspirateurs furent arrêtés et exécutés. La bonfire night (nuit du feu de joie), comme on l'appelle également, commémore aussi le fait que le roi Jacques Ier échappa à l'attentat contre sa personne.

## Coutumes
La veille des festivités, le 5 novembre, des effigies de Guy Fawkes sont préparées par les enfants lors de concours organisés entre les différentes écoles, des gâteaux sont aussi préparés et la marionnette sélectionnée est brûlée en tant que symbole, au nom de la ville. Une fois les feux de joie embrasés, à la tombée de la nuit, les enfants ayant le masque de Guy Fawkes demandent aux passants « A penny for the guy »,(la traduction est un sou pour le gars) afin que ceux-ci donnent quelques pièces pour acheter des feux d'artifice. 

## Dans la littérature
Un défilé des Guy Fawkes Nights est décrit dans le roman Retour à Whitechapel, de l'universitaire français Michel Moatti. L'épisode se déroule le 5 novembre 1888, pendant les meurtres de Jack l'Éventreur à Spitalfields et Whitechapel.
La nuit de Guy Fawkes apparaît dans le livre  Poirot résout trois énigmes d'Agatha Christie.
Le comics V pour Vendetta fait également clairement référence à la Nuit de Guy Fawkes : son héros cite la chanson populaire et porte un masque représentant le catholique anglais.
Une référence à la Guy Fawkes Night est également présente dans la série Daria (saison 3 épisode 3), en le personnage du « Jour de Guy Fawkes », dessiné sous les traits de Sid Vicious.
L'épisode Le Cercueil vide de la série Sherlock fait référence à cet événement.
Le troisième tome de La Trilogie des gemmes, de Kerstin Gier, se termine durant la Bonfire night.
Dans son poème Les Hommes creux (Hollow Men en anglais), T.S Eliot cite Guy Fawkes en exergue "Un penny pour le vieux Guy" (A penny for the old Guy).

## Rimes et chansons populaires
La nuit de Guy Fawkes est étroitement associée à la comptine populaire :
| Remember, remember, the fifth of November, Gunpowder Treason and Plot, I know of no reason why the gunpowder treason should ever be forgot. | Souvenez-vous, souvenez-vous du cinq Novembre, Poudre à canon, trahison et complot Je ne vois aucune raison pour que la trahison des poudres Soit un jour oubliée |

Rarement usitée, la comptine complète se poursuit ainsi :
| Guy Fawkes, Guy Fawkes,'twas his intent To blow up the King and the Parliament. Three score barrels of powder below, Poor old England to overthrow: By God's providence he was catch'd With a dark lantern and burning match. Holloa boys, holloa boys, make the bells ring. Holloa boys, holloa boys, God save the King! Hip hip hoorah! | Guy Fawkes, Guy Fawkes, avait l’intention De faire sauter le Roi et le Parlement. Soixante barils de poudre dessous Pour renverser la bonne vieille Angleterre. La Providence divine a voulu qu’il ait été attrapé Avec une lanterne sourde et une allumette enflammée. Holà garçons, holà garçons, sonnez les cloches. Holà garçons, holà garçons, Dieu sauve le Roi ! Hip hip hip hourra! |

Quoique faisant, à l’origine, partie de la comptine, les vers suivants sont habituellement écartés des récitations modernes à cause de leur ton violemment anticatholique :
| A penny loaf to feed the Pope. A farthing o' cheese to choke him. A pint of beer to rinse it down. A faggot of sticks to burn him. Burn him in a tub of tar. Burn him like a blazing star. Burn his body from his head to feet. | Un sou de pain pour nourrir le pape. Une obole de fromage pour l'étouffer. Une pinte de bière pour le tremper. Un fagot de brindilles pour le brûler. Brûlez-le dans un bain de goudron. Brûlez-le comme une étoile embrasée. Brûlez-le de la tête aux pieds. |